# Китабы

Страница китаба XIX в.

Кита́бы (от араб. كتاب‎ kitāb «книга») — книги, написанные на белорусском языке арабским письмом. Они создавались с XVI века татарами, поселившимися в Великом княжестве Литовском в XIV—XV веках и постепенно сменившими язык. Считается, что китабы начали создаваться не позже XVI века, но самые древние из известных датируются серединой XVII века.

## Содержание и форма
Содержание китабов — тексты, поясняющие Коран, описания мусульманских ритуалов и основных мусульманских обязанностей, цитаты из Корана и высказывания пророка Мухаммеда (хадисы), восточные сказки, приключенческие повести. Часто встречаются религиозные легенды и рассказы, например, о смерти Марьям — матери Иисуса, восточная легенда Мирадж — рассказ про ночное путешествие Мухаммеда в Иерусалим, а позже к Божьему трону, морально-этические поучения для молодёжи (о почитании родителей, гостей, бедных, сирот, соседей), гадание по буквам Корана, разгадка снов. Кроме китабов выделяют написанные арабицей тафсиры, таджвиды, хамаилы. Китабы написаны и читаются справа налево, текст начинается там, где в славянских книгах заканчивается. В библиотеках Вильнюса и Минска хранятся китабы объёмом от 70 до 1000 страниц. Строка в таких рукописях цельная, нет раздела на слова, знаков препинания и написаний с большой буквы. Новое произведение (раздел) начинается словом «баб» (раздел) или «хикайет» (повесть, рассказ), в ином случае на полях выписаны начальные слова (первое предложение) раздела.
В китабах отражены быт, обычаи, традиции татар-переселенцев, потому их тексты — ценный материал для лингвистов, этнографов, литературоведов, историков.

## Язык китабов
Китабы — многоязычные рукописи, но доминирует в них белорусский диалектный язык тех времён, наблюдается увеличение в китабах XIX в. текстов с влиянием польского «окраинного» языка. Язык китабов, близкий к белорусскому народному языку, отличается от языка памятников старобелорусской письменности.
Достаточно часто наблюдается сочетание и переплетение арабских, тюркских и белорусских языковых традиций в манускриптах. В Китабе А.Хосеневича (1832) во фразе из рассказа о Марьям: «аднаго дня Іса прарок / йего мілосьць / ласка божэйе над нім / да маткі свайей мувіл» используется традиционная вставка йего мілосьць, свойственная славянским текстам. В этом же тексте: «рэкла (Марйама): І / сыну мой Іса / астаньсе здароў / а йа ўжо адыйду» используется тюркское междометие «і» рядом с белорусской звательной формой «сыну».
Филологическая работа переводчиков и копиистов имела сознательный характер, что отражалось в стремлении писать однообразно. По этой причине можно говорить о существовании в китабах литературно-письменных норм, формировавшихся под влиянием нескольких факторов: более ранних копий (и потому отражавших нормы белорусского языка прежних эпох), кириллических литературных (особенно религиозных) источников и народно-диалектного языка.

## Изучение
Научное исследование китабов началось в XIX в. Транслитерированные отрывки из китаба напечатал А. Мухлинский в работе «Исследование о происхождении и состоянии литовских татар» (СПб., 1857). В начале XX века о китабах писали Евфимий Карский, Игнатий Крачковский, Иван Луцкевич, Ян Станкевич.
Наиболее глубоко исследовавший китабы Антон Антонович[be] в книге «Белорусские тексты, писанные арабским письмом, и их графико-орфографическая система» (Вильнюс, 1968) рассмотрел 24 оригинальных текста, среди них 8 китабов. Сформировалось особое направление — китабистика. Изучению китабов (и арабскоалфавитной литературы вообще) посвящены работы белорусских, литовских, польских, швейцарских, британских исследователей — В. Нестеровича[be], Ч. Лапича, В. Чекмана, Г. Александровича-Мишкинене, П. Сутера, М. Тарелко.